# NGC 2872
NGC 2872 este o interacțiune de galaxii situată în constelația Leul. A fost descoperită în 15 martie 1784 de către William Herschel. Se află la o distanță de 48,1 de megaparseci de Pământ.